# 스카르페리아
스카르페리아(이탈리아어: Scarperia e San Piero)는 이탈리아 토스카나주 피렌체현에 있는 코무네다. 피렌체에서 북동쪽 25km 거리에 있다.